# 黄宗泰
黄宗泰（Timothy C. Wong，1941年1月24日—），美国华裔汉学家、文学理论家，主要研究中国语言文学。
黄宗泰祖籍中国广东，出生于香港，在夏威夷长大。他于1966年在夏威夷东西方中心资助下前往台北学习中文。1975年获得斯坦福大学博士学位。此后先后任教于亚利桑那州立大学、俄亥俄州立大学。1995年起在亚利桑那州立大学语言文学系任教，并于1995年至2002年间任亚洲研究中心（Center for Asian Studies）主任。

## 著作
- 《吴敬梓》（Wu Ching-tzu，Twayne Publishers，1978）
- 《星期六故事：20世纪中国通俗小说》（Stories for Saturday: Twentieth Century Chinese Popular Fiction，University of Hawai'i Press，2003）
- 《上海的夏洛克：程小青的侦探小说》（Sherlock in Shanghai: Stories of Crime and Detection by Cheng Xiaoqing，University of Hawai'i Press，2006）